# Азігулово
Азігу́лово (рос. Азигулово) — село у складі Артинського міського округу Свердловської області.
Населення — 685 осіб (2010, 833 у 2002).
Національний склад станом на 2002 рік: татари — 95 %.